# هيبران (كنتاكي)
هيبران (بالإنجليزية: Hebron)‏ هي منطقة فردية تنتمي لمقاطعة بوون بالولايات المتحدة، تتمركز هيبران غرب مدن سينسيناتي وكوفينغتون.

## المرافق
تضم هيبران عدة مرافق أهمها:
- مطار سينسيناتي الدولي شمال كنتاكي؛
- مراكز إقليمية لشركة أمازون؛
- مركز للتجارة الإلكترونية.

كما تضم عدداً من المدارس والمصانع.

## مواقع تاريخية

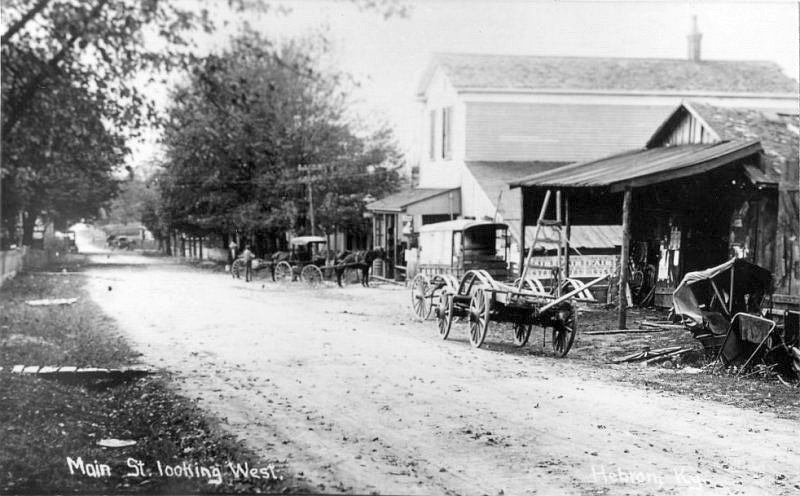
هيبران 1910

تضم هيبران عدداً من المواقع منها:
- كورن هاوس؛
- كهف جونسون هاوس.